# Marta Calvo Gómez
Marta Calvo Gómez (Madrid, 29 agosto 1996) è una taekwondoka spagnola.

## Palmarès
- Mondiali

Cheliábinsk 2015: argento nei 62 kg.
- Europei

Kazan 2018: argento nei 62 kg.